# 巴黎圣日耳曼足球俱乐部
巴黎聖日耳門足球俱乐部（法語：Paris Saint-Germain Football Club，法語發音：[paʁi sɛ̃ ʒɛʁmɛ̃]）簡稱PSG，是一家位於法國首都巴黎的足球俱樂部，目前比賽於法国足球甲级联赛，球隊主場為王子公园体育场。

## 球會歷史
由於以巴黎為基地的球隊如「法語：，直译：「CA Paris」」、「红星」及「法語：，直译：「Stade Français」」等相繼退出頂級聯賽，因而在1970年8月實行合併「巴黎FC」及來自巴黎西部圣日耳曼昂莱的「法語：，直译：「Stade Saint-Germain」」成為巴黎聖日耳曼。巴黎聖日耳曼首季（1970/71年）先在乙組（Nationale）角逐，順利獲取冠軍後升級甲組。
升級首季（1971-1972年）巴黎聖日耳曼只排第16位，但巴黎市議會施加壓力，希望能有一支純巴黎的足球隊在甲組比賽，於是球隊分拆為二，職業球隊與法語：，直译：「C.A. Montreuil」合併名為巴黎FC留在甲組比賽，業餘球隊維持巴黎聖日耳曼的名字降級丙組比賽。巴黎聖日耳曼在丙組首季（1972-1973年）獲得亞軍，但由於冠軍US奎維利因財務問題被取消升級，巴黎聖日耳曼得以遞補升級乙組，升級後即回復職業球隊身份，同季獲得聯賽亞軍，並於附加賽擊敗瓦朗謝訥升級甲組。值得一提的是巴黎足球會於同年降級乙組。
巴黎聖日耳曼在1974年升級後一直留在頂級聯賽，在八十至九十年代先後贏得兩屆聯賽冠軍（1985-1986年及1993-1994年）及五次法國盃，曾連續五年（1993-1997年）晉級不同歐洲盃賽的半決賽階段，並於1996年決賽1-0擊敗維也納迅速奪得。隔年以衛冕身分再度晉身決賽，但以0-1不敵巴塞罗那。
1994年法國傳媒巨擘Canal+收購巴黎聖日耳曼49%的股權，並於2005年8月收購其餘股份後成為球隊的單一股東。但龐大的投資沒有相對應的回報，巴黎聖日耳曼一直未能再奪得聯賽冠軍。2006年4月，Canal+將巴黎聖日耳曼以4,100萬歐元賣給美國金融服務公司摩根士丹利、殖民地資本投資公司（Colony Capital）及法國的巴特勒資本合夥投資公司（Butler Capital Partners），2009年6月，巴特勒資本合夥投資公司承購摩根士丹利的所有股份，取得球隊95%的股權。2011年5月，卡塔爾主權財富基金以5000萬歐元購買巴黎圣日耳曼俱樂部70%的股份。
俱樂部在卡塔爾主權財富基金成為主要股東後成績大幅提升，並在2013年到2019年期間六奪法甲聯賽冠軍，在2015年及2016年更成為本土三冠王。
2016年10月，俱樂部官方正式宣布成立電競分部PSG Esports，並邀請前英雄聯盟戰隊成員YellowStar成為旗下的戰隊總經理，並出賽歐洲聯賽的挑戰者聯盟，以晉級冠軍聯賽(EULCS)為目標。
2017年 PSG 以创下世界纪录的 2.22 亿欧元身价签下了内马尔，并以先租借的形式签下了法国神童姆巴佩，2018 年又以价值 1.8 亿欧元加上附加条款的转会将其转为正式球员 。
2019-2020賽季，法甲因為疫情提前結束賽季，當時榜首巴黎奪下法甲冠軍，並在賽季末奪下法國聯賽杯以及法國盃的冠軍，並且在歐冠盃以歷史最佳紀錄殺進決賽對陣德甲班霸拜仁慕尼黑，本有機會問鼎四冠王，但是在歐冠決賽第58分鐘被拜仁翼鋒高文頭錘擺渡失手一分，並以一分之差完場輸給拜仁慕尼黑，無緣隊史第一座冠軍獎盃。
2021-2022賽季，巴黎聖日耳曼一口氣簽入梅西、維納爾杜姆、阿什拉夫、拉莫斯和多納魯馬五名新援。
2023-2024赛季，巴黎聖日耳曼签下因西班牙队在卡塔尔世界杯被摩洛哥爆冷淘汰而辞职的前西班牙国家队主教练路易斯·恩里克担任主教练，以一步提升球队的战术，并在同年从皇家马德里收购阿森西奥。
2024-25赛季，球队当家球星姆巴佩被皇马自由转会挖走，2025年巴黎圣日耳曼以7000万欧元（相当于5000.55万英镑）从意甲那不勒斯买下了格鲁吉亚巨星克瓦拉茨赫利亚，岂料此后恩里克成功激活队内其他队员的进攻火力，在欧冠中抽到史诗级臭签的情况下，最终瑞士轮最后一刻冲进淘汰赛附加赛种子区，此后10-0狂虐同国布雷斯特，又完成赛季四杀英超球队（瑞士轮4-2逆转曼城，16强点杀利物浦，8强5-4险胜维拉，半决赛3-1阿森纳）挺进决赛，最终在决赛5-0狂胜国际米兰，以欧冠决赛历史最大分差，拿下队史首个欧冠奖杯，成为继马赛奥林匹克后第二支夺得欧冠奖杯的法甲球队。再加上之前夺得的法甲联赛及法国杯冠军，大巴黎本赛季实现三冠王成就，是法国第一家拿下欧洲三冠王的俱乐部。不过，在同年举行的世俱杯比赛中，大巴黎在决赛中被切尔西3比0完胜。

## 球會會徽
巴黎聖日耳門首個會徽於1970年問世，圖案為一顆足球及代表巴黎的帆船。其后俱乐部数次更改会徽。自2013年启用现行蓝底白线圆形会徽，图案为象征巴黎的红色埃菲尔铁塔和象征圣日耳曼昂莱的金色百合花饰。

## 球會主場
王子公园体育场是1座位於法國巴黎16區的運動場，屬於巴黎市政府，目前為法甲俱樂部巴黎圣日耳曼的主場，同時是法蘭西球場落成前法國國家足球隊的主場。
王子公园体育场於1972年6月落成啟用，由著名建築師羅傑·塔利伯特（Roger Taillibert）設計，是純粹用作足球/欖球比賽的運動場，場內沒有設置田徑跑道，曾有兩座運動場在王子公园体育场原址出現，分別於1897年及1932年揭幕，主要為自行車比賽用的運動場。塔利伯特的全坐席設計證實走在時代之先，只需作輕微的改建即能通過90年代及2000年代的新球場安全規定。殖民地資本投資公司於2006年4月10日收購巴黎聖日耳門後隨即宣佈計劃改建王子公园体育场，將容量擴大到54,000人，計劃尚待巴黎市議會的審批。
欖球聯盟球隊法國競賽會（Racing Club de France）於1984年至1990年間亦使用王子公园体育场作為主場。而另一支欖球聯盟球隊法國體育會（Stade Français）因觀眾數目較少而採用一街之隔的让-鲍茵球场（Stade Jean Bouin）。
1984年法國主辦，王子公园体育场作為法國的基地，舉行兩場初賽（包括揭幕戰法國1-0勝丹麥）、一場準決賽（法國加時3-2反勝葡萄牙）及決賽（法國2-0擊敗西班牙）。

## 球會榮譽
| 榮譽                  | 次數        | 年度                                                                                           |
| 聯 賽 比 賽           | 聯 賽 比 賽 | 聯 賽 比 賽                                                                                    |
| --------------------- | ----------- | ---------------------------------------------------------------------------------------------- |
| 法國足球甲級聯賽 冠軍 | 13          | 1986, 1994, 2013, 2014, 2015, 2016, 2018, 2019, 2020, 2022, 2023, 2024, 2025                   |
| 法國足球乙級聯賽 冠軍 | 1           | 1971                                                                                           |
| 盃 賽 比 賽           |             |                                                                                                |
| 法國盃 冠軍           | 16          | 1982, 1983, 1993, 1995, 1998, 2004, 2006, 2010, 2015, 2016, 2017, 2018, 2020, 2021, 2024, 2025 |
| 法國聯賽盃 冠軍       | 9           | 1995, 1998, 2008, 2014, 2015, 2016, 2017, 2018, 2020                                           |
| 法國超級盃 冠軍       | 13          | 1995, 1998, 2013, 2014, 2015, 2016, 2017, 2018, 2019, 2020, 2022, 2023, 2024                   |
| 歐 洲 比 賽           |             |                                                                                                |
| 冠軍                  | 1           | 2025                                                                                           |
| 冠軍                  | 1           | 1996                                                                                           |
| 冠軍                  | 1           | 2001                                                                                           |
| 欧洲超级杯 冠軍       | 1           | 2025                                                                                           |

## 球員名單（2025-2026球季）
1. 球員編號參照 官方網站 （页面存档备份，存于）
2. 粗體字為新加盟球員（青年隊提升不計）。
3. 者為傷患球員。
4. 2025年夏季轉會窗（英语：List of French football transfers summer 2025）：6月1日至10日，6月16日至9月1日。

### 现役球員
| 號碼          | 國籍          | 球員                                 | 位置             | 年齡          | 加盟年份      | 前屬球會       | 轉會費        |
| 門 將 （G K） | 門 將 （G K） | 門 將 （G K）                        | 門 將 （G K）    | 門 將 （G K） | 門 將 （G K） | 門 將 （G K）  | 門 將 （G K） |
| ------------- | ------------- | ------------------------------------ | ---------------- | ------------- | ------------- | -------------- | ------------- |
| 1             | 義大利        | （Gianluigi Donnarumma）             | 門將             | 26            | 2021          | AC米蘭         | 自由轉會      |
| 30            | 法國          | 卢卡斯·（Lucas Chevalier）           | 門將             | 23            | 2025          | 里爾           | 4,000萬歐元   |
| 39            | 俄罗斯        | （Matvei Safonov）                   | 門將             | 26            | 2024          | 克拉斯诺达尔   | 2,000萬歐元   |
| 50            | 法國          | 盧卡斯·拉瓦勒（Lucas Lavallée）      | 門將             | 22            | 2021          | 青年隊         | 不適用        |
| 80            | 西班牙        | 阿爾瑙·迪拿斯（Arnau Tenas）               | 門將             | 24            | 2023          | 巴塞罗那青年隊 | 自由轉會      |
| 後 衛 （D F） |               |                                      |                  |               |               |                |               |
| 2             | 摩洛哥        | （Achraf Hakimi）                    | 右后卫           | 26            | 2021          | 國際米蘭       | 6,000萬歐元   |
| 3             | 法國          | （Presnel Kimpembe）                 | 中后卫           | 30            | 2015          | 青年隊         | 不適用        |
| 5             | 巴西          | （Marquinhos Correa）                | 中后卫／防守中場 | 31            | 2013          | 羅馬           | 3,140萬歐元   |
| 6             | 乌克兰        | 伊利亞·扎巴爾內（Illya Zabarnyi）            | 中堅             | 22            | 2025          | 伯恩茅斯       | 6,300萬歐元   |
| 21            | 法國          | 卢卡斯·埃尔南德斯（Lucas Hernandez） | 中后卫／左后卫   | 29            | 2023          | 拜仁慕尼黑     | 4,500萬歐元   |
| 25            | 葡萄牙        | （Nuno Mendes）                      | 左后卫           | 23            | 2021          | 士砵亭         | 3,800萬歐元   |
| 35            | 巴西          | 盧卡斯·貝拉爾多（Lucas Beraldo）     | 中后卫           | 21            | 2024          | 聖保羅         | 2,000萬歐元   |
| 51            | 厄瓜多尔      | 威廉·（William Pacho）               | 中后卫           | 23            | 2024          | 法兰克福       | 4,000萬歐元   |
| 中 場 （M F） |               |                                      |                  |               |               |                |               |
| 8             | 西班牙        | （Fabián Ruiz）                      | 正中場           | 29            | 2022          | 那不勒斯       | 2,300萬歐元   |
| 17            | 葡萄牙        | （Vitinha Ferreira）                 | 正中場           | 25            | 2022          |                | 4,150萬歐元   |
| 19            | 大韩民国      | 李剛仁（Lee Kang-In）                | 右翼             | 24            | 2023          | 馬略卡         | 2,200萬歐元   |
| 24            | 法國          | （Senny Mayulu）                     | 正中場           | 19            | 2024          | 青年隊         | 不適用        |
| 33            | 法國          | （Warren Zaïre-Emery）               | 正中場           | 19            | 2022          | 青年隊         | 不適用        |
| 87            | 葡萄牙        | （João Neves）                       | 防守中場         | 20            | 2024          | 本菲卡         | 6,000萬歐元   |
| --            | 葡萄牙        | （Renato Sanches）                   | 中場             | 27            | 2022          | 里爾           | 1,500萬歐元   |
| --            | 西班牙        | （Carlos Soler）                     | 中場             | 28            | 2022          | 瓦伦西亚       | 1,800萬歐元   |
| 前 鋒 （F W） |               |                                      |                  |               |               |                |               |
| 7             | 格鲁吉亚      | （Khvicha Kvaratskhelia）            | 左翼             | 24            | 2025          | 那不勒斯       | 7,000萬歐元   |
| 9             | 葡萄牙        | （Gonçalo Ramos）                    | 中鋒             | 24            | 2023          | 本菲卡         | 6,500萬歐元   |
| 10            | 法國          | （Ousmane Dembélé）                  | 右翼             | 28            | 2023          | 巴塞罗那       | 5,000萬歐元   |
| 14            | 法國          | （Désiré Doué）                      | 左翼             | 20            | 2024          | 雷恩           | 5,000萬歐元   |
| 29            | 法國          | （Bradley Barcola）                  | 左翼             | 22            | 2023          | 里昂           | 4,500萬歐元   |
| —             | 法國          | （Randal Kolo Muani）                | 中鋒             | 26            | 2023          | 法兰克福       | 9,500萬歐元   |
| --            | 西班牙        | （）                                 | 右边锋           | 29            | 2023          | 皇家马德里     | 自由轉會      |

1. ↑  另浮動條款300萬歐元
2. ↑  另浮動條款500萬歐元
3. ↑  租借一季(20/21)後買斷，租借費700萬歐元
4. ↑  另浮動條款500萬歐元
5. ↑  租借上半季(23/24)後買斷，租借費1,500萬歐元
6. ↑  另浮動條款1,000萬歐元
7. ↑  另浮動條款500萬歐元

### 外借球員
| 號碼             | 國籍             | 球員                                    | 位置             | 年齡             | 加盟年份         | 外借球會         | 外借球季         |
| 2025年夏季轉會窗 | 2025年夏季轉會窗 | 2025年夏季轉會窗                        | 2025年夏季轉會窗 | 2025年夏季轉會窗 | 2025年夏季轉會窗 | 2025年夏季轉會窗 | 2025年夏季轉會窗 |
| ---------------- | ---------------- | --------------------------------------- | ---------------- | ---------------- | ---------------- | ---------------- | ---------------- |
| 20               | 巴西             | 加布里埃爾·莫斯卡多（Gabriel Moscardo） | 防中             | 19               | 2024             | 布拉加           | 25/26球季        |
| 42               | 法國             | 約拉姆·扎格（Yoram Zague）              | 右后卫           | 19               | 2024             | 哥本哈根         | 25/26球季        |

### 離隊球員
1. 『*』為先租出一季或半季後售出。

| 號碼             | 國籍             | 球員               | 位置             | 年齡             | 加盟年份         | 加盟球會         | 轉會費           |
| 2025年夏季轉會窗 | 2025年夏季轉會窗 | 2025年夏季轉會窗   | 2025年夏季轉會窗 | 2025年夏季轉會窗 | 2025年夏季轉會窗 | 2025年夏季轉會窗 | 2025年夏季轉會窗 |
| ---------------- | ---------------- | ------------------ | ---------------- | ---------------- | ---------------- | ---------------- | ---------------- |
| 14               | 西班牙           | （Juan Bernat）    | 左閘             | 32               | 2018             |                  |                  |
| 26               | 法國             | （Nordi Mukiele）  | 右閘             | 27               | 2022             | 新德蘭           | 1,200萬歐元      |
| 27               | 義大利           | （Cher Ndour）     | 中場             | 21               | 2023             | 佛罗伦萨         | 500萬歐元*       |
| 37               | 斯洛伐克         | （Milan Skriniar） | 中后卫           | 30               | 2023             | 費倫巴治         | 700萬歐元*       |

## 職員名單
更新日期：2021年1月6日
| 職位     | 國籍   | 姓名                                           |
| -------- | ------ | ---------------------------------------------- |
| 總教練   | 法國   | 克里斯托夫·加尔蒂埃（Christophe Galtier）      |
| 助理教練 | 西班牙 | 熱蘇斯·佩雷斯（Jesús Pérez）                   |
| 助理教練 | 阿根廷 | 米格爾·達戈斯蒂諾（Miguel D'Agostino）         |
| 門將教練 | 西班牙 | 托尼·希門尼斯（Toni Jiménez）                  |
| 門將教練 | 義大利 | 詹盧卡·斯皮內利（Gianluca Spinelli）           |
| 體能教練 | 阿根廷 | 塞巴斯提亞諾·波切蒂諾（Sebastiano Pochettino） |
| 體能教練 | 法國   | 尼古拉斯·梅耶（Nicolas Mayer）                 |
| 球會醫生 | 法國   | 克里斯多夫·鮑多（Christophe Baudot）           |

## 著名球員
只記錄聯賽及歐洲賽出場數多於50
- （Luis Fernandez，1978-86）
- （Dominique Rocheteau，1980-87）
- （Joël Bats，1985-92）
- （Christian Perez，1988-92）
- 保罗·勒岡（Paul Le Guen，1991-98）
- 瓦尔多·菲略（Valdo，1991-95）
- （David Ginola，1992-95）
- （Raí，1993-98）
- （Bernard Lama，1992-97／1998-2000）
- 喬治·（George Weah，1992-95）
- （Bruno N'Gotty，1995-98）
- （Leonardo，1996-97）
- （Jay Jay Okocha，1998-2002）
- （Laurent Robert，1999-2001）
- 贝纳比亚（Ali Benarbia，1999-2001）
- （Gabriel Heinze，2001-04）
- （Ronaldinho，2001-03）
- （Reinaldo，2001-05）
- （Lorik Cana，2002-05）
- （Pauleta，2003-08）
- （Jérôme Rothen，2004-10）
- （David Rozehnal，2005-07）
- （Mickaël Landreau，2006-09）
- （Zlatan Ibrahimovic，2012-16）
- （Thiago Silva，2012-20）
- （Marco Verratti，2012-23）
- 卡瓦尼（Edinson Cavani，2013-20）
- 馬昆奴斯（Marquinhos，2013-）
- （2015-22）
- （Neymar，2017-23）
- （Kylian Mbappé，2017-24）
- （Lionel Messi，2021-23）
- （Sergio Ramos，2021-23）

## 外部連結
- 官方网站
- 巴黎圣日耳曼的新浪微博
- Paris Saint-Germain - Ligue 1 （页面存档备份，存于）
- Paris Saint-Germain - UEFA.com （页面存档备份，存于）